# Blade Runner 2049
Blade Runner 2049 je americký sci-fi film z roku 2017 režírovaný Denisem Villeneuvem v podobě sequelu ke snímku Blade Runner, jenž byl natočen v roce 1982. Na scénáři pokračování neo-noirové dystopie se podíleli Hampton Fancher a Michael Green. Hudbu zkomponovali skladatelé Hans Zimmer a Benjamin Wallfisch.
Hlavní role v příběhu odehrávajícím se několik desetiletí po skončení prequelu ztvárnili Ryan Gosling a Harrison Ford, jenž si opět zahrál detektiva Ricka Deckarda. Ve vedlejších postavách se objevili Ana de Armasová, Mackenzie Davisová, Sylvia Hoeksová, Lennie James, Carla Juriová, Robin Wrightová, Dave Bautista a Jared Leto.
Většina natáčení probíhala mezi červencem až listopadem 2016 v Budapešti. Americká premiéra se uskutečnila 6. října 2017, v losangeleském Dolby Theatre již 3. října téhož roku. Snímek byl uveden ve formátech 2D, 3D a IMAX 3D. Kladné kritiky zazněly např. v médiích The Guardian, Entertainment Weekly, Business Insider a Cinema Retro jej označilo za jeden z nejlepších sequelů všech dob.

## Obsazení
| Ryan Gosling       | důstojník losangeleské policie „K“                |
| Harrison Ford      | Rick Deckard                                      |
| Ana de Armasová    | Joi                                               |
| Jared Leto         | Neander Wallace, manipulativní výrobce replikantů |
| Sylvia Hoeksová    | Luv                                               |
| Robin Wrightová    | poručice Joshi                                    |
| Dave Bautista      | Sapper Morton                                     |
| Edward James Olmos | Gaff                                              |
| Barkhad Abdi       | „zcela pokřivený“ vědec                           |
| Mackenzie Davisová | Mariette                                          |
| Lennie James       | Mister Cotton                                     |
| Carla Juriová      | Dr. Ana Stellineová                               |
| Hiam Abbassová     | Freysa                                            |
| David Dastmalchian | Coco                                              |

## Produkce

### Příprava
Příprava sequelu Blade Runner započala v roce 1999. Britský scenárista a režisér Stuart Hazeldine napsal pokračování Blade Runner Down, podle knižní sci-fi Blade Runner 2: The Edge of Human z roku 1995 od K. W. Jetera, navazující na původní příběh Blade Runner; nicméně projekt byl v této fázi opuštěn vzhledem k nevyřešeným autorskoprávním komplikacím ke knižnímu románu. Režisér původního snímku Ridley Scott zvažoval natočení pokračování s předběžným pojmenováním Metropolis, když zájem o projekt vyjádřil na Sandiegském komiksovém konu 2007. Několik let se poté na vzniku filmu podílel scenárista Travis Wright, spoluautor thrilleru Oko dravce z roku 2008, jenž pracoval s producentem Budem Yorkinem. Jeho kolega John Glenn, který projekt opustil v roce 2008, sdělil, že vznikající text by mohl poodhalit základní aspekty mimozemských kolonií stejně jako další osud společnosti Tyrell Corporation po skonu svého zakladatele.
V červnu 2009 deník The New York Times uvedl, že Ridley Scott s bratrem Tonym Scottem pracovali na projektu nazvaném Purefold, volně spojeném se snímkem Blade Runner, jehož děj měl být zasazen před rok 2019. Koncepčně se mělo jednat o sérii 5–10 minutových krátkometrážních snímků se záměrem uvést první díl na webu a další případně v televizi. Vzhledem k autorskoprávním problémům však tak nebyla série přímo spojována s původními postavami filmu z roku 1982. Prohlášení o ukončení projektu Purefold v důsledku nedostatečného financování bylo vydáno 7. února 2010. Blog io9 v příspěvku ze 4. března 2011 uvedl, že Yorkin připravuje nový snímek Blade Runner. V témže měsíci blog také napsal, že producent Andrew A. Kosove projevil zájem o režiséra Christophera Nolana, jenž by měl být správnou volbou na základě jeho práce na batmanovské trilogii Temný rytíř.
Další zpráva z 18. srpna 2011 však sdělila, že by se režisérem nového Blade Runnera měl stát Ridley Scott, když natáčení nemělo začít před rokem 2013. Producent Kosove naznačil, že je nepravděpodobné, aby se na projektu podílel i Harrison Ford, který v původní sci-fi ztvárnil hlavní postavu. V listopadu 2011 se Scott pro The Wall Street Journal vyjádřil, že by se v sequelu nemělo objevit původní herecké obsazení a že se přiblížilo nalezení autorů, kteří by mu pomohli se scénářem. Dne 6. února 2012 pak Kosove sdělil: „Je absolutně zjevné a mylné se domnívat, že proběhla jakákoli diskuse o Harrisonu Fordovi v 'Blade Runneru'. Aby bylo jasné, o co se nyní s Ridleym snažíme, je dokončit mravenčí práci, abychom nezničili příběh.“ Na dotaz z října 2012 ohledně filmu Scott reagoval slovy: „Nejedná se o dohady—probíhá to. Spolu s Harrisonem Fordem? Ještě nevím. Není už příliš starý? No dobře, byl Nexusem-6, takže nevíme jak dlouho může žít. A to je vše, co chci na tomto pódiu prozradit.“
V listopadu 2014 Scott uvedl, že by se sám neměl ujmout režijního vedení, ale zato se bude podílet na produkci. Natáčení bylo podle jeho názoru plánováno od konce roku 2014 či roku 2015 a postava Harrisona Forda se nově měla objevit pouze „ve třetím obrazu“ sequelu. Kanadský režisér Denis Villeneuve, jenž zfilmoval sci-fi Příchozí, byl k projektu oficiálně přizván 26. února 2015. Došlo také k potvrzení návratu Fordovy role Deckarda, zainteresování scenáristy původního snímku Hamptona Fanchera, který se na sepsání nového příběhu podílel s Michaelem Greenem na základě Scottových a Fancherových hrubých představ. Děj se měl odvíjet několik desetiletí po skončení prvního filmu. Vlastní natáčení mělo započít v polovině roku 2016.

### Předprodukce
Vyjednávání o obsazení Ryana Goslinga odstartovala 16. dubna 2015. Potvrzení jeho role následovalo v listopadu 2015, když k hercově kladnému rozhodnutí měla přispět Villeneuvova a Deakinsova účast na projektu. Zapojení kameramana Rogera Deakinse bylo zveřejněno 20. května 2015. Vlastní natáčení se mělo rozjet v červenci 2016.

Na americkém trhu disponovala distribučními právy společnost Warner Bros., pro mezinárodní projekci je pak vlastnila studia Columbia Pictures. V polovině února 2016 bylo poprvé stanoveno oficiální datum premiéry na 12. ledna 2018.
Již na Torontském mezinárodním filmovém festivalu 2015 Villeneuve nastínil otázku vlastního Deckardova původu v příběhu, bez jednoznačné odpovědi, zdali se jedná o člověka nebo replikanta.
Do závěrečné fáze vyjednávání o roli vstoupila herečka Robin Wrightová 31. března 2016. Dva dny poté zveřejnil zápasník Dave Bautista snímek sama sebe s jednorožcem vytvořeným technikou origami, naznačující jeho účast ve filmu. Za další dva dny došlo k oficiálnímu potvrzení obsazení Bautisty i Wrightové a definitivě červencového termínu začátku natáčení. Na sklonku dubna 2016 bylo posunuto datum premiéry na časnější termín – 6. říjen 2017 a na seznamu herců se ocitly Ana de Armasová se Sylvií Hoeksovou. Carla Juriová byla obsazena v květnu 2016, následována červnovým zařazením kolegů Mackenzie Davisové a Barkhada Abdiho a červencovým nástupem do projektu Davida Dastmalchiana, Hiama Abbasse s Lennie Jamesovou. Mezi posledními se v srpnu připojil Jared Leto a konečně v březnu 2017 také Edward James Olmos, jenž získal roli Gaffa z původního filmu.
Ridley Scott se stal výkonným producentem. Villeneuve stručně odhalil děj odehrávající se několik dekád po skončení prvního příběhu, s jeho opětovným zasazením do kulis Los Angeles a s proměněnou atmosférou Země, což okomentoval slovy: „Klima prošlo zběsilou proměnou — oceány, srážky, sníh, se staly toxické.“

### Natáčení
Vlastní natáčení bylo zahájeno v červenci 2016 a k září téhož roku pokračovalo v maďarské metropoli Budapešti. Během demontáže části konstrukce v budapešťských studiích Origo utrpěl dělník 25. srpna 2016 smrtelný úraz. Na začátku října pak studio Warner Bros. oznámilo očekávaný název sequelu Blade Runner 2049. V listopadu 2016 pak padla na maďarských lokacích poslední klapka.

### Postprodukce
Střih, jenž započal v prosinci 2016, probíhal v Los Angeles. Cílem režiséra a producentů bylo film na americkém trhu zařadit do kategorie R, tj. projekce omezené mladistvým do 17 let s doprovodem. Na červencovém Sandiegském komiksovém conu 2017 Villenueve na dotaz ohledně stopáže zareagoval tím, že „současná délka“ snímku činí okolo dvou a půl hodin.

### Hudba
Americký rapper El-P byl požádán o složení hudby k úvodnímu traileru, ale výsledek byl „odmítnut či vynechán“. Původně byl k filmu přizván islandský skladatel Jóhann Jóhannsson, spolupracující s Villeneuvem již na snímcích Zmizení, Sicario: Nájemný vrah a Příchozí. Podle Jóhannssonova vyjádření padlo toto rozhodnutí už se značným předstihem. Jako obdivovatel Vangelisovy tvorby považoval úkol navázat na Řekovu hudbu za „obrovskou výzvu mytických rozměrů“. V závěru července 2017 však došlo k oznámení, že se na snímku svými hudebními příspěvky budou podílet skladatelé Hans Zimmer a Benjamin Wallfisch. Villeneuve k tomu podotkl, že je obtížné naladit se na stejnou strunu jako Vangelis. V září téhož roku Jóhannssonův agent potvrdil, že islandský umělec filmový projekt opustil a smluvně se zavázal nekomentovat nastalou situaci.
Soundtrack byl vydán 5. října 2017 a veškerou hudbu k němu zkomponovali Hans Zimmer s Benjaminem Wallfischem.

## Promítání
Americká filmová produkční společnost Alcon Entertainment přizvala ke spolupráci technologickou firmu Oculus VR, aby společně vytvořily a distribuovaly exkluzivní filmový obsah s technologií virtuální reality, jenž by byl dostupný již pro celosvětovou premiéru 6. října 2017. Přibližně 35letá prodleva mezi prequelem a sequelem zařadila filmový diptych mezi snímky s nejdelším obdobím čekání na pokračování prvního z nich. Součástí dohody mezi IMAX Corporation a Warner Bros. se stala podmínka promítání filmu Blade Runner 2049 v kinosálech s formátem IMAX.
Distribuční práva v Severní Americe získala studia Warner Bros., zatímco Sony Pictures Entertainment vlastnila práva pro mimoamerický trh, s prvním promítáním 4. října 2017 ve Francii a Belgii, a v dalších zemích během následujících dvou dní. Vzhledem k preferencím diváků byl film v amerických IMAXových kinosálech uveden pouze ve formátu 2D, zatímco na dalších kontinentech s technologicky pokročilejším formátem 3D.
Premiéra Blade Runneru 2049 proběhla 3. října 2017 v losangeleském sále Dolby Theatre. Po střelbě v Las Vegas došlo ke zrušení úvodního příchodu tvůrců na červený koberec. Následující den projekce filmu zahájila každoroční nezávislý Festival du nouveau cinéma v Montréalu. Švýcarská premiéra se uskutečnila rovněž 4. října 2017 v rámci Curyšského filmového festivalu. Ve Spojených státech pak studia Warner Bros. uvedla dystopii do kin 6. října 2017.

### Marketing
Warner Bros. a Columbia Pictures společně 19. prosince 2016 vydaly krátké video v podobě teaseru, uvozující film. Sestřih 15sekundových ukázek byl jako treaserový trailer uvolněn 5. května 2017 a plnohodnotný trailer pak následoval o tři dny později. Druhý trailer v pořadí byl odhalen 17. července 2017.
Několik týdnů před premiérou byly postupně zveřejněny tři krátké filmy zasazené dějově do doby mezi oběma filmy:
- 2036: Nexus Dawn, pod režijním vedením Angličana Luka Scotta.[71][72]
- 2048: Nowhere to Run, režírovaný také Lukem Scottem.[73]
- Blade Runner Black Out 2022, ve formě anime a v režii Šin'ičira Watanabeho.[74]

## Ocenění
| Seznam ocenění a nominací                         | Seznam ocenění a nominací | Seznam ocenění a nominací                     | Seznam ocenění a nominací                                   | Seznam ocenění a nominací | Seznam ocenění a nominací |
| Ocenění                                           | Datum                     | Kategorie                                     | Nominovaný                                                  | Výsledek                  | Zdroj                     |
| ------------------------------------------------- | ------------------------- | --------------------------------------------- | ----------------------------------------------------------- | ------------------------- | ------------------------- |
| Alliance of Women Film Journalists                | 9. ledna 2018             | nejlepší kamera                               | Roger Deakins                                               | vítězství                 |                           |
| American Society of Cinematographers Awards       | 17. února 2018            | nejlepší kamera                               | Roger Deakins                                               | vítězství                 |                           |
| American Cinema Editors                           | 26. ledna 2018            | nejlepší střih – film – drama                 | Joe Walker                                                  | nominace                  |                           |
| Art Directors Guild Awards                        | 27. leden 2018            | nejlepší výprava – fantasy film               | Dennis Gassner                                              | vítězství                 |                           |
| Austin Film Critics Association                   | 8. ledna 2018             | nejlepší režisér                              | Denis Villeneuve                                            | nominace                  |                           |
| Austin Film Critics Association                   | 8. ledna 2018             | nejlepší skladatel                            | Benjamin Wallfisch Hans Zimmer                              | nominace                  |                           |
| Austin Film Critics Association                   | 8. ledna 2018             | nejlepší kamera                               | Roger Deakins                                               | vítězství                 |                           |
| Boston Online Film Critics Association            | 9. prosince 2017          | nejlepší kamera                               | Roger Deakins                                               | vítězství                 |                           |
| Boston Society of Film Critics                    | 10. prosince 2017         | nejlepší kamera                               | Roger Deakins                                               | 2. místo                  |                           |
| Cena národní společnosti filmových kritiků        | 6. ledna 2018             | nejlepší kamera                               | Roger Deakins                                               | vítězství                 |                           |
| Central Ohio Film Critics Association             | 4. ledna 2018             | nejlepší film                                 | Blade Runner 2049                                           | 5. místo                  |                           |
| Central Ohio Film Critics Association             | 4. ledna 2018             | nejlepší kamera                               | Roger Deakins                                               | vítězství                 |                           |
| Central Ohio Film Critics Association             | 4. ledna 2018             | nejlepší střih                                | Joe Walker                                                  | nominace                  |                           |
| Central Ohio Film Critics Association             | 4. ledna 2018             | nejlepší filmová hudba                        | Benjamin Wallfisch Hans Zimmer                              | nominace                  |                           |
| Ceny IGN Entertainment                            | 20. prosinec 2017         | nejlepší film                                 | Blade Runner 2049                                           | vítězství                 |                           |
| Ceny IGN Entertainment                            | 20. prosinec 2017         | nejlepší sci-fi/fantasy film                  | Blade Runner 2049                                           | vítězství                 |                           |
| Ceny IGN Entertainment                            | 20. prosinec 2017         | volba diváků – nejlepší sci-fi/fantasy film   | Blade Runner 2049                                           | vítězství                 |                           |
| Ceny IGN Entertainment                            | 20. prosinec 2017         | nejlepší herečka ve vedlejší roli             | Sylvia Hoeks                                                | nominace                  |                           |
| Ceny IGN Entertainment                            | 20. prosinec 2017         | nejlepší režie                                | Denis Villeneuve                                            | vítězství                 |                           |
| Cena Saturn                                       | 27. června 2018           | nejlepší sci-fi film                          | Blade Runner 2049                                           | vítězství                 |                           |
| Cena Saturn                                       | 27. června 2018           | nejlepší režie                                | Denis Villeneuve                                            | nominace                  |                           |
| Cena Saturn                                       | 27. června 2018           | nejlepší scénář                               | Hampton Fancher Michael Green                               | nominace                  |                           |
| Cena Saturn                                       | 27. června 2018           | nejlepší herec                                | Ryan Gosling                                                | nominace                  |                           |
| Cena Saturn                                       | 27. června 2018           | nejlepší herec ve vedlejší roli               | Harrison Ford                                               | nominace                  |                           |
| Cena Saturn                                       | 27. června 2018           | nejlepší herečka ve vedlejší roli             | Ana de Armas                                                | nominace                  |                           |
| Cena Saturn                                       | 27. června 2018           | nejlepší výprava                              | Dennis Gassner                                              | nominace                  |                           |
| Cena Saturn                                       | 27. června 2018           | nejlepší masky                                | Donald Mowat                                                | nominace                  |                           |
| Cena Saturn                                       | 27. června 2018           | nejlepší vizuální efekty                      | John Nelson Paul Lambert Richard R. Hoover Gerd Nefzer      | nominace                  |                           |
| Critics Choice Awards                             | 11. ledna 2018            | nejlepší kamera                               | Roger Deakins                                               | vítězství                 |                           |
| Critics Choice Awards                             | 11. ledna 2018            | nejlepší výprava                              | Dennis Gassner Alessandra Querzola                          | nominace                  |                           |
| Critics Choice Awards                             | 11. ledna 2018            | nejlepší vizuální efekty                      | Blade Runner 2049                                           | nominace                  |                           |
| Critics Choice Awards                             | 11. ledna 2018            | nejlepší kostýmy                              | Renée April                                                 | nominace                  |                           |
| Critics Choice Awards                             | 11. ledna 2018            | nejlepší sci-fi/hororový                      | Blade Runner 2049                                           | nominace                  |                           |
| Critics Choice Awards                             | 11. ledna 2018            | nejlepší skladatel                            | Benjamin Wallfisch Hans Zimmer                              | nominace                  |                           |
| Critics Choice Awards                             | 11. ledna 2018            | nejlepší střih                                | Joe Walker                                                  | nominace                  |                           |
| Dallas–Fort Worth Film Critics Association Awards | 13. prosince 2017         | nejlepší kamera                               | Roger Deakins                                               | 2. místo                  |                           |
| Denver Film Critics Society                       | 15. ledna 2018            | nejlepší sci-fi/hororový film                 | Blade Runner 2049                                           | nominace                  |                           |
| Denver Film Critics Society                       | 15. ledna 2018            | nejlepší speciální efekty                     | Blade Runner 2049                                           | nominace                  |                           |
| Denver Film Critics Society                       | 15. ledna 2018            | nejlepší skladatel                            | Benjamin Wallfisch Hans Zimmer                              | nominace                  |                           |
| Detroit Film Critics Society                      | 7. prosince 2017          | nejlepší hudba                                | Blade Runner 2049                                           | nominace                  |                           |
| Dublin Film Critics Circle                        | 13. prosince 2017         | nejlepší film                                 | Blade Runner 2049                                           | 4. místo                  |                           |
| Dublin Film Critics Circle                        | 13. prosince 2017         | nejlepší režisér                              | Denis Villeneuve                                            | 2. místo                  |                           |
| Dublin Film Critics Circle                        | 13. prosince 2017         | nejlepší herec                                | Ryan Gosling                                                | 2. místo                  |                           |
| Dublin Film Critics Circle                        | 13. prosince 2017         | nejlepší scénář                               | Michael Green Hampton Fancher                               | 2. místo                  |                           |
| Dublin Film Critics Circle                        | 13. prosince 2017         | nejlepší kamera                               | Roger Deakins                                               | vítězství                 |                           |
| Eddie Awards                                      | 26. leden 2018            | nejlepší střih - drama                        | Joe Walker                                                  | nominace                  |                           |
| Evening Standard British Film Awards              | 8. února 2018             | Technické ocenění                             | Roger Deakins                                               | nominace                  |                           |
| Filmová cena Britské akademie                     | 18. února 2018            | nejlepší režisér                              | Denis Villeneuve                                            | nominace                  |                           |
| Filmová cena Britské akademie                     | 18. února 2018            | nejlepší kamera                               | Roger Deakins                                               | vítězství                 |                           |
| Filmová cena Britské akademie                     | 18. února 2018            | nejlepší hudba                                | Benjamin Wallfisch Hans Zimmer                              | nominace                  |                           |
| Filmová cena Britské akademie                     | 18. února 2018            | nejlepší zvuk                                 | Ron Bartlett Theo Green Doug Hemphill Mark Mangini Mac Ruth | nominace                  |                           |
| Filmová cena Britské akademie                     | 18. února 2018            | nejlepší výprava                              | Dennis Gassner Alessandra Querzola                          | nominace                  |                           |
| Filmová cena Britské akademie                     | 18. února 2018            | nejlepší speciální efekty                     | Richard R. Hoover Paul Lambert Gerd Nefzer John Nelson      | vítězství                 |                           |
| Filmová cena Britské akademie                     | 18. února 2018            | nejlepší masky                                | Donald Mowat Kerry Warn                                     | nominace                  |                           |
| Filmová cena Britské akademie                     | 18. února 2018            | nejlepší střih                                | Joe Walker                                                  | nominace                  |                           |
| Florida Film Critics Circle                       | 23. prosince 2017         | nejlepší kamera                               | Roger Deakins                                               | vítězství                 |                           |
| Florida Film Critics Circle                       | 23. prosince 2017         | nejlepší speciální efekty                     | Richard R. Hoover Paul Lambert Gerd Nefzer John Nelson      | vítězství                 |                           |
| Florida Film Critics Circle                       | 23. prosince 2017         | nejlepší výprava                              | Dennis Gassner Alessandra Querzola                          | vítězství                 |                           |
| Florida Film Critics Circle                       | 23. prosince 2017         | nejlepší skladatel                            | Hans Zimmer Benjamin Wallfisch                              | vítězství                 |                           |
| IndieWire Critic's Poll                           | 19. prosince 2016         | nejočekávanější film roku 2017                | Blade Runner 2049                                           | vítězství                 |                           |
| Golden Reel Awards                                | 18. února 2018            | nejlepší zvuk – hudba                         | Blade Runner 2049                                           | nominace                  |                           |
| Golden Reel Awards                                | 18. února 2018            | nejlepší zvuk – dialog / ADR                  | Blade Runner 2049                                           | nominace                  |                           |
| Golden Reel Awards                                | 18. února 2018            | nejlepší zvuk – efekty                        | Blade Runner 2049                                           | vítězství                 |                           |
| Golden Tomato Awards                              | 3. leden 2018             | nejlepší sci-fi/fantasy film roku 2017        | Blade Runner 2049                                           | 3. místo                  |                           |
| Golden Trailer Awards                             | 6. června 2017            | nejlepší teaser                               | Blade Runner 2049                                           | vítězství                 | [ 75 ]                    |
| Hollywoodské filmové ceny                         | 5. prosince 2017          | nejlepší producent                            | Andrew A. Kosove Broderick Johnson Cynthia Sikes Yorkinová  | vítězství                 | [ 76 ] [ 77 ]             |
| Hollywoodské filmové ceny                         | 5. prosince 2017          | nejlepší kamera                               | Roger Deakins                                               | vítězství                 | [ 76 ] [ 77 ]             |
| Hollywoodské filmové ceny                         | 5. prosince 2017          | nejlepší výprava                              | Dennis Gassner                                              | vítězství                 | [ 76 ] [ 77 ]             |
| Hollywood Music in Media Awards                   | 16. listopadu 2017        | nejlepší původní hudba – sci-fi/fantasy/horor | Hans Zimmer Benjamin Wallfisch                              | nominace                  | [ 78 ]                    |
| Houston Film Critics Society                      | 6. leden 2018             | nejlepší kamera                               | Roger Deakins                                               | vítězství                 |                           |
| Houston Film Critics Society                      | 6. leden 2018             | nejlepší hudba                                | Blade Runner 2049                                           | nominace                  |                           |
| Houston Film Critics Society                      | 6. leden 2018             | nejlepší technické využití                    | Blade Runner 2049                                           | vítězství                 |                           |
| Chicago Film Critics Association                  | 12. prosince 2017         | nejlepší adaptovaný scénář                    | Hampton Fancher Michael Green                               | nominace                  |                           |
| Chicago Film Critics Association                  | 12. prosince 2017         | nejlepší kamera                               | Roger Deakins                                               | vítězství                 |                           |
| Chicago Film Critics Association                  | 12. prosince 2017         | nejlepší výprava                              | Blade Runner 2049                                           | vítězství                 |                           |
| Chicago Film Critics Association                  | 12. prosince 2017         | nejlepší skladatel                            | Benjamin Wallfisch Hans Zimmer                              | nominace                  |                           |
| Indiana Film Journalists Association              | 18. prosince 2017         | nejlepší film                                 | Blade Runner 2049                                           | nominace                  |                           |
| Indiana Film Journalists Association              | 18. prosince 2017         | nejlepší skladatel                            | Benjamin Wallfisch Hans Zimmer                              | 2. místo                  |                           |
| IndieWire Critic's Poll                           | 19. prosinec 2016         | nejočekávanější film                          | Blade Runner 2049                                           | vítězství                 |                           |
| Los Angeles Film Critics Association              | 13. ledna 2018            | nejlepší kamera                               | Roger Deakins                                               | 2. místo                  |                           |
| Los Angeles Film Critics Association              | 13. ledna 2018            | nejlepší výprava                              | Dennis Gassner                                              | vítězství                 |                           |
| London Critics' Circle Film Awards                | 28. ledna 2018            | nejlepší technika                             | Dennis Gassner                                              | vítězství                 |                           |
| Make-Up Artists and Hair Stylists Guild Awards    | 24. února 2018            | nejlepší masky – periodický film              | Donald Mowat Jo-Ann Macneil Csilla Horvath Blake            | nominace                  |                           |
| Make-Up Artists and Hair Stylists Guild Awards    | 24. února 2018            | nejlepší účesy – periodický film              | Kerry Warn Lizzie Lawson Zeiss Jaime Leigh Mcintosh         | nominace                  |                           |
| Národní společnost filmových kritiků              | 6. ledna 2018             | nejlepší kamera                               | Roger Deakins                                               | vítězství                 |                           |
| North Carolina Film Critics Association           | 2. ledna 2018             | nejlepší kamera                               | Roger Deakins                                               | vítězství                 |                           |
| North Carolina Film Critics Association           | 2. ledna 2018             | nejlepší vizuální efekty                      | Blade Runner 2049                                           | nominace                  |                           |
| North Carolina Film Critics Association           | 2. ledna 2018             | nejlepší výprava                              | Dennis Gassner                                              | nominace                  |                           |
| North Carolina Film Critics Association           | 2. ledna 2018             | nejlepší skladatel                            | Benjamin Wallfisch Hans Zimmer                              | nominace                  |                           |
| North Texas Film Critics Association              | 12. ledna 2018            | nejlepší kamera                               | Roger Deakins                                               | vítězství                 |                           |
| North Texas Film Critics Association              | 12. ledna 2018            | nejlepší režie                                | Denis Villeneuve                                            | nominace                  |                           |
| Online Film Critics Society                       | 28. prosince 2017         | nejlepší kamera                               | Roger Deakins                                               | vítězství                 |                           |
| Oscar                                             | 4. března 2018            | nejlepší kamera                               | Roger Deakins                                               | vítězství                 |                           |
| Oscar                                             | 4. března 2018            | nejlepší zvuk                                 | Ron Bartlett Doug Hemphill Mac Ruth                         | nominace                  |                           |
| Oscar                                             | 4. března 2018            | nejlepší střih zvuku                          | Mark A. Mangini Theo Green                                  | nominace                  |                           |
| Oscar                                             | 4. března 2018            | nejlepší vizuální efekty                      | John Nelson Gerd Nefzer Paul Lambert Richard R. Hoover      | vítězství                 |                           |
| Oscar                                             | 4. března 2018            | nejlepší výprava                              | Dennis Gassner Alessandra Querzolaová                       | nominace                  |                           |
| San Francisco Film Critics Circle                 | 10. prosince 2017         | nejlepší kamera                               | Roger Deakins                                               | vítězství                 |                           |
| San Francisco Film Critics Circle                 | 10. prosince 2017         | nejlepší výprava                              | Dennis Gassner                                              | nominace                  |                           |
| San Francisco Film Critics Circle                 | 10. prosince 2017         | nejlepší skladatel                            | Benjamin Wallfisch Hans Zimmer                              | nominace                  |                           |
| San Francisco Film Critics Circle                 | 10. prosince 2017         | nejlepší střih                                | Joe Walker                                                  | nominace                  |                           |
| Satellite Awards                                  | 11. února 2018            | nejlepší kamera                               | Roger Deakins                                               | vítězství                 |                           |
| Satellite Awards                                  | 11. února 2018            | nejlepší vizuální efekty                      | Blade Runner 2049                                           | vítězství                 |                           |
| Satellite Awards                                  | 11. února 2018            | nejlepší výprava                              | Blade Runner 2049                                           | nominace                  |                           |
| Satellite Awards                                  | 11. února 2018            | nejlepší zvuk                                 | Blade Runner 2049                                           | nominace                  |                           |
| Phoenix Film Critics Society                      | 19. prosince 2017         | nejlepší film                                 | Blade Runner 2049                                           | nominace                  |                           |
| Phoenix Film Critics Society                      | 19. prosince 2017         | nejlepší adaptovaný scénář                    | Hampton Fancher Michael Green                               | nominace                  |                           |
| Phoenix Film Critics Society                      | 19. prosince 2017         | nejlepší kamera                               | Roger Deakins                                               | vítězství                 |                           |
| Phoenix Film Critics Society                      | 19. prosince 2017         | nejlepší střih                                | Joe Walker                                                  | nominace                  |                           |
| Phoenix Film Critics Society                      | 19. prosince 2017         | nejlepší vizuální efekty                      | Blade Runner 2049                                           | nominace                  |                           |
| Phoenix Film Critics Society                      | 19. prosince 2017         | nejlepší kostýmy                              | Renée April                                                 | nominace                  |                           |
| Phoenix Film Critics Society                      | 19. prosince 2017         | nejlepší výprava                              | Blade Runner 2049                                           | nominace                  |                           |
| Phoenix Film Critics Society                      | 19. prosince 2017         | nejlepší skladatel                            | Benjamin Wallfisch Hans Zimmer                              | nominace                  |                           |
| Phoenix Critics Circle                            | 16. prosince 2017         | nejlepší kamera                               | Roger Deakins                                               | vítězství                 |                           |
| Phoenix Critics Circle                            | 16. prosince 2017         | nejlepší vizuální efekty                      | Blade Runner 2049                                           | vítězství                 |                           |
| Phoenix Critics Circle                            | 16. prosince 2017         | nejlepší výprava                              | Alessandra Querzolaová Dennis Gassner                       | nominace                  |                           |
| Phoenix Critics Circle                            | 16. prosince 2017         | nejlepší skladatel                            | Benjamin Wallfisch Hans Zimmer                              | nominace                  |                           |
| Phoenix Critics Circle                            | 16. prosince 2017         | nejlepší sci-fi film                          | Blade Runner 2049                                           | vítězství                 |                           |
| Seattle Film Critics Society                      | 18. prosince 2017         | nejlepší film                                 | Blade Runner 2049                                           | nominace                  |                           |
| Seattle Film Critics Society                      | 18. prosince 2017         | nejlepší režisér                              | Denis Villeneuve                                            | nominace                  |                           |
| Seattle Film Critics Society                      | 18. prosince 2017         | nejlepší kamera                               | Roger Deakins                                               | vítězství                 |                           |
| Seattle Film Critics Society                      | 18. prosince 2017         | nejlepší kostým                               | Renée April                                                 | nominace                  |                           |
| Seattle Film Critics Society                      | 18. prosince 2017         | nejlepší střih                                | Joe Walker                                                  | nominace                  |                           |
| Seattle Film Critics Society                      | 18. prosince 2017         | nejlepší skladatel                            | Benjamin Wallfisch Hans Zimmer                              | nominace                  |                           |
| Seattle Film Critics Society                      | 18. prosince 2017         | nejlepší výprava                              | Alessandra Querzola Dennis Gassner                          | vítězství                 |                           |
| Seattle Film Critics Society                      | 18. prosince 2017         | nejlepší vizuální efekty                      | Blade Runner 2049                                           | nominace                  |                           |
| Southeastern Film Critics Association             | 18. prosince 2017         | nejlepší kamera                               | Roger Deakins                                               | 2. místo                  |                           |
| St. Louis Film Critics Association                | 17. prosince 2017         | nejlepší režisér                              | Denis Villeneuve                                            | nominace                  |                           |
| St. Louis Film Critics Association                | 17. prosince 2017         | nejlepší kamera                               | Roger Deakins                                               | vítězství                 |                           |
| St. Louis Film Critics Association                | 17. prosince 2017         | nejlepší vizuální efekty                      | Blade Runner 2049                                           | vítězství                 |                           |
| St. Louis Film Critics Association                | 17. prosince 2017         | nejlepší výprava                              | Alessandra Querzola Dennis Gassner                          | nominace                  |                           |
| St. Louis Film Critics Association                | 17. prosince 2017         | nejlepší skladatel                            | Benjamin Wallfisch Hans Zimmer                              | nominace                  |                           |
| Teen Choice Awards                                | 12. srpen 2018            | nejlepší sci-fi film                          | Blade Runner 2049                                           | čeká se                   |                           |
| Teen Choice Awards                                | 12. srpen 2018            | nejlepší herec – sci-fi film                  | Ryan Gosling                                                | čeká se                   |                           |
| Utah Film Critics Association                     | 17. prosince 2017         | nejlepší adaptovaný scénář                    | Hampton Fancher Michael Green                               | 2. místo                  |                           |
| Utah Film Critics Association                     | 17. prosince 2017         | nejlepší kamera                               | Roger Deakins                                               | vítězství                 |                           |
| Utah Film Critics Association                     | 17. prosince 2017         | nejlepší skladatel                            | Benjamin Wallfisch Hans Zimmer                              | 2. místo                  |                           |
| Washington D.C. Area Film Critics Association     | 8. prosince 2017          | nejlepší kamera                               | Roger Deakins                                               | vítězství                 |                           |
| Washington D.C. Area Film Critics Association     | 8. prosince 2017          | nejlepší střih                                | Joe Walker                                                  | nominace                  |                           |
| Washington D.C. Area Film Critics Association     | 8. prosince 2017          | nejlepší výprava                              | Alessandra Querzola Dennis Gassner                          | vítězství                 |                           |
| Washington D.C. Area Film Critics Association     | 8. prosince 2017          | nejlepší skladatel                            | Benjamin Wallfisch Hans Zimmer                              | vítězství                 |                           |